# Skidträsket (Arvidsjaurs socken, Lappland, 730647-167588)
Skidträsket är en sjö i Arvidsjaurs kommun i Lappland och ingår i Piteälvens huvudavrinningsområde. Sjön har en area på 0,815 kvadratkilometer och ligger 342,9 meter över havet. Sjön avvattnas av vattendraget Lullejaurbäcken.

## Delavrinningsområde
Skidträsket ingår i det delavrinningsområde (730736-167603) som SMHI kallar för Utloppet av Skidträsket. Medelhöjden är 394 meter över havet och ytan är 16,19 kvadratkilometer. Det finns inga avrinningsområden uppströms utan avrinningsområdet är högsta punkten. Lullejaurbäcken som avvattnar avrinningsområdet har biflödesordning 3, vilket innebär att vattnet flödar genom totalt 3 vattendrag innan det når havet efter 164 kilometer. Avrinningsområdet består mestadels av skog (82 procent). Avrinningsområdet har 0,91 kvadratkilometer vattenytor vilket ger det en sjöprocent på 5,6 procent.